# 정일형-이태형박사기념사업회
정일형-이태영박사기념사업회는 금연 정일형 박사 생가에 기념관 박물관을 설립 운영하여 당시 생활문화를 알리고 문화창달을 도모하기 위하여 1989년 12월 23일 설립된 문화체육관광부 소관의 재단법인이다. 사무실은 서울특별시 중구 다산로 135 (신당동)에 있다.

## 주요 업무
- 기념관 및 박물관 설립
- 정일형 자유민주상 시상
- 전기 및 사상연구서적 간행과 보급 등